# Conjecture principale de la théorie d'Iwasawa
En mathématiques, la conjecture principale de la théorie d'Iwasawa est l'affirmation d'une relation étroite entre les fonctions L p-adiques et les groupes de classes d'idéaux des corps cyclotomiques, démontrée par Kenkichi Iwasawa pour les nombres premiers satisfaisant à la conjecture de Kummer-Vandiver et pour tous les nombres premiers par Mazur et Wiles [réf]. Le théorème de Herbrand-Ribet et la conjecture de Gras (en) sont tous deux des conséquences faciles de la conjecture principale. Il existe diverses généralisations de la conjecture principale, aux corps totalement réels, aux corps CM (en), aux courbes elliptiques, etc.

## Motivation
L'article (Iwasawa 1969a) était en partie motivé par une analogie avec la description par Weil de la fonction zêta d'une courbe algébrique sur un corps fini en termes des valeurs propres de l'endomorphisme de Frobenius de sa variété jacobienne. Dans cette analogie,
- l'action du Frobenius correspond à l'action du groupe Γ ;
- la jacobienne d'une courbe correspond à un module X sur Γ défini en termes de groupes de classes d'idéaux ;
- la fonction zêta d'une courbe sur un corps fini correspond à une fonction L p-adique ;
- le théorème de Weil reliant les valeurs propres du Frobenius aux zéros de la fonction zêta de la courbe correspond à la conjecture principale d'Iwasawa reliant l'action de l'algèbre d'Iwasawa (en) sur X aux zéros de la fonction zêta p-adique.

## Histoire
La conjecture principale de la théorie d'Iwasawa a été formulée comme l'affirmation selon laquelle deux méthodes de construction des fonctions L p-adiques (par théorie des modules, par interpolation) doivent coïncider, dans la mesure où tout est bien défini. Cela a été prouvé par (Mazur et Wiles 1984) pour Q, puis pour tous les corps de nombres totalement réels par (Wiles 1990). Les démonstrations ont été calquées sur la preuve par Ken Ribet de la réciproque du théorème de Herbrand (donnant ainsi le théorème de Herbrand-Ribet).
Karl Rubin a trouvé une preuve plus élémentaire du théorème de Mazur-Wiles en utilisant la méthode de Thaine (en) et les systèmes d'Euler introduits par Victor Kolyvagin, qui est décrit dans (Lang 1990) et (Washington 1997). Il a ensuite démontré d'autres généralisations de la conjecture principale pour les corps quadratiques imaginaires.
En 2014, Christopher Skinner et Eric Urban ont démontré plusieurs cas des conjectures principales pour une large classe de formes modulaires. Comme conséquence, pour , ils prouvent que l'annulation en s = 1 de la fonction L de Hasse-Weil L(E, s) d'une courbe elliptique modulaire (en) E sur le corps des rationnels implique que le groupe de Selmer p-adique de E est infini. Combiné avec les théorèmes de Gross-Zagier et de Kolyvagin, cela donne une démonstration conditionnelle (subordonnée à la conjecture de Tate-Chafarevitch (en)) de la conjecture selon laquelle E a une infinité de points rationnels si et seulement si L(E, 1) = 0, ce qui est une forme faible de la conjecture de Birch et Swinnerton-Dyer. Ces résultats ont été utilisés par Manjul Bhargava, Skinner et Wei Zhang pour démontrer qu'une proportion strictement positive de courbes elliptiques satisfont à la conjecture de Birch et Swinnerton-Dyer,.

## La conjecture

### Notations
- p est un nombre premier ;
- Fn est le corps Q(ζ) où ζ est une racine d'unité d'ordre pn+1 ;
- Γ est le plus grand sous-groupe du groupe de Galois absolu de F∞ isomorphe aux entiers p-adiques ;
- γ est un générateur topologique de Γ ;
- Ln est le p-corps de classes de Hilbert de Fn ;
- Hn est le groupe de Galois Gal(Ln/Fn), isomorphe au sous-groupe des éléments du groupe des classes d'idéaux de Fn dont l'ordre est une puissance de p ;
- H∞ est la limite inverse des groupes de Galois Hn ;
- V est l'espace vectoriel H∞⊗ZpQp ;
- ω est le caractère de Teichmüller (en) ;
- Vi est l'espace propre de V associé à la valeur propre ωi ;
- hp(ωi, T) est le polynôme caractéristique de γ agissant sur l'espace vectoriel Vi ;
- Lp est la fonction L p-adique telle que Lp(ωi, 1–k) = –Bk(ωi–k)/k, où Bk est un nombre de Bernoulli généralisé ;
- u est l'unique nombre p-adique tel que γ(ζ) = ζu pour toute racine de l'unité ζ d'ordre une puissance de p ;
- Gp est la série entière telle que Gp(ωi, us–1) = Lp(ωi, s).

### Énoncé
La conjecture principale de la théorie d'Iwasawa prouvée par Mazur et Wiles affirme que si i est un entier impair non congru à 1 mod p–1, alors les idéaux de {\displaystyle \mathbf {Z} _{p}[[T]]} engendrés par hp(ωi, T) et Gp(ω1–i, T) sont égaux.